# Bella Vista (Chiapas)
Pour les articles homonymes, voir Bella Vista.
Bella Vista est une municipalité du Chiapas, au Mexique. Elle couvre une superficie de 114,3 km2 et compte 20 142 habitants en 2015.